# Volksbank Dinslaken
Die Volksbank Dinslaken eG war eine ehemalige Regionalbank in der Rechtsform einer eingetragenen Genossenschaft mit Sitz in Dinslaken, Kreis Wesel (NRW). Zum 1. Januar 2018 fusionierte die Bank mit der Volksbank Rhein-Lippe eG.

## Zahlen
Ende 2017 lag die Bilanzsumme der Volksbank Dinslaken eG bei 335 Mio. €. Damit lag die Bank auf Platz 553 der Volksbanken- und Raiffeisenbanken in Deutschland. 79 Mitarbeiter (davon 8 Auszubildende) betreuten in 3 Filialen rund 18.500 Kunden, davon über 9.100 Mitglieder.

## Geschäftsgebiet
Das Geschäftsgebiet der Volksbank Dinslaken eG beschränkte sich auf das Stadtgebiet und den Ortsteil Bruckhausen der Gemeinde Hünxe. Dort war die Bank mit der Hauptstelle in der Stadtmitte Am Neutor und in den beiden Ortsteilen Eppinghoven und Hiesfeld vertreten. Im Bruch und in Hünxe-Bruckhausen befanden sich SB-Standorte.

## Geschichte
Die Volksbank Dinslaken eG wurde am 23. November 1895 als „Eppinghovener Spar- und Darlehnskassen-Verein e.G.m.unb.Haft.“ gegründet. Im Jahr 1972 nahm die Spar- und Darlehnskasse Dinslaken-Eppinghoven die in Hiesfeld ansässige Spar- und Darlehnskasse im Wege der Fusion auf. Im Jahr 1975 erfolgte die Umfirmierung auf den Namen „Volksbank Dinslaken eG“.